# Маргаритка: Демократія — це свобода
Маргаритка: Демократія — це свобода (італ. La Margherita — Democrazia è Libertà) — центристська соціал-ліберальна партія в Італії. Заснована в 2002 році, лідер — Франческо Рутеллі. Входила до італійської коаліції «Союз» і Європейської демократичної партії. Об'єднала лівих християнських демократів, центристів (колишніх лібералів і республіканців). На виборах 2006 року в Сенат отримала 10,5 % голосів і 39 місць з 315. У 2007 році увійшла до складу Демократичної партії.